# Kosayla
Kosayla ibn Lamzam (Kusayla ibn Lamzam o Kasila ibn Lamzam) fou un heroi nacional amazic, cap de la lluita per la seva independència.
El 674 era el rei dels awrabes (awraba) una confederació tribal amaziga del grup dels baranis, generalment sedentaris. Quan el mawla Abu-l-Muhàjir Dinar al-Makhzumí va arribar des d'Egipte per substituir Uqba ibn Nafi al govern de la província d'Ifríqiya i Magreb, de recent conquesta, els awraba dominaven la regió de Tlemcen (antiga Pomària) a l'oest dels Aures fins a Walila (Volubilis) al nord de Fes i eren encara majoritàriament cristians. Abu l-Muhàjir Dinar es va trobar amb Kosayla a Tlemcen; la seva nova política conciliatòria va atreure a Kosayla que es va convertir a l'islam i va anar a residir a Takerwan, la seu d'Abu-l-Muhàjir Dinar, que havia substituït a la primera capital d'Uqba, Kairuan.
Però la mort del califa Muàwiya I va canviar altre cop la política. El 681 Uqba va tornar al Magrib amb idees de venjança, guerra santa i submissió dels amazics per la força. Abu l-Muhàjir Dinar fou empresonat i Kosayla amenaçat. Va iniciar els treballs per restaurar la seva antiga capital. Després Abu-l-Muhàjir Dinar fou alliberat i incorporat al seu seguici amb Kosayla, i en una gran cavalcada va arribar fins a l'oceà Atlàntic. Pel camí, i tot i les advertències del seu predecessor, va humiliar repetidament a Kosayla. Els amazics no esperaven cap atac després d'un temps de política de conciliació però aviat es va organitzar la resistència. Els baranis, força romanitzats, es van aliar als romans d'Orient, i els awraba es van posar en contacte amb el seu cap Kosayla, que aviat va agafar la direcció de la resistència abandonant a Uqba.
Aquest havia reenviat de manera imprudent gran part del seu exèrcit a Kairuan, quedant només amb 300 cavallers, encara que alguns pensen que fou per un atac romà a Kairuan. Així, amb pocs homes, Uqba es va haver d'enfrontar a Kosayla (que tenia el suport d'un contingent romà d'Orient) al sud de Biskra, a Tahuda (Thabudeos), i fou derrotat i mort amb tots els seus homes incloent Abu-l-Muhàjir Dinar. Al lloc de la batalla hi ha un mausoleu anomenat de Sidi Uqba que és avui dia centre de pelegrinatge.
El pànic va esclatar a Kairuan en conèixer la victòria de Kosayla. Hanash al-Sanani va proposar abandonar el territori, cosa que finalment es va fer contra l'opinió de Zuhayr ibn Qays al-Balawí que volia resistir. El 683 Kosayla entrava a Kairuan i l'erigia en capital del seu regne amazic. Els musulmans que van restar van rebre el aman (perdó). Kosayla es va proclamar emir del regne d'Altava, que comprenia Ifríqiya i Magrib i el incloent dels musulmans i va establir el seu poder arreu.
El 688 Zuhayr ibn Qays al-Balawí al front d'un exèrcit tornava a la zona. Kosayla va decidir esperar al seu adversari en un lloc més segur que Kairuan i es va retirar a Mams a 50 km a l'oest, una zona propera a la muntanya on podia trobar refugi en cas de derrota. La batalla fou favorable a l'exèrcit àrab i Kosayla hi va morir, però no fou prou decisiva i Zuhayr va haver de tornar a evacuar el país poc després i va morir de retorn a la ciutat de Barca a mans d'un contingent romà d'Orient que hi havia desembarcat segurament en ajut de Kosayla.